# 디르크 얀 더헤이르

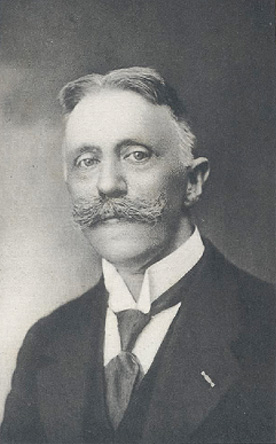
디르크 얀 더헤이르 (1920년대)

디르크 얀 더헤이르(네덜란드어: Dirk Jan de Geer, 1870년 12월 14일 ~ 1960년 11월 28일)는 네덜란드의 더헤이르가문 출신 정치인(기독교역사연합 당원)이다. 1926년 3월 8일부터 1929년 8월 10일까지, 그리고 1939년 8월 10일부터 1940년 9월 3일까지 네덜란드의 총리를 지냈다.